# Pável Zhígarev
Pável Fiódorovich Zhígarev (en ruso: Па́вел Фёдорович Жи́гарев; Brikovo, Imperio ruso, 6 de noviembre de 1900 – Moscú, Unión Soviética, 2 de agosto de 1963) fue un alto oficial militar soviético. Ocupó el puesto de comandante en jefe de la Fuerza Aérea Soviética (VVS) dos veces (1941-1942, 1949-1957) y también sirvió como Mariscal en Jefe de Aviación de 1955 a 1959.

## Biografía

### Infancia y juventud
Zhígarev nació el 6 de noviembre de 1900 en el seno de una familia de campesinos muy pobres, en la pequeña localidad rural de Brikovo —en esa época situada en la gobernación de Tver del Imperio ruso, actualmente ubicado en el óblast de Tver en Rusia—. En 1919, se unió al Ejército Rojo y luchó en la guerra civil rusa. Mientras servía en el Ejército Rojo, asistió a la Escuela de Caballería y después de graduarse, en 1922, pasó a una unidad de caballería. Una vez que concluyó la guerra civil fue asignado a la Fuerza Aérea, graduándose en la Escuela de Pilotos de Aviación Militar en 1927 y en la Academia Militar de la Fuerza Aérea Zhukovski en 1932.
En 1937, se convirtió en comandante de la 52.ª Brigada de Aviación de Bombarderos Ligeros, su primer puesto de mando importante. De 1937 a 1938, también fue agregado militar adjunto en China. Luego, se desempeñó como Jefe de la Dirección de Entrenamiento de Combate de la Fuerza Aérea en el Comisariado del Pueblo de Defensa de 1938 a 1939. En 1939, fue ascendido al puesto de Comandante en Jefe de la Segunda Fuerza Aérea Independiente del Ejército Bandera Roja, y un año después al puesto de Comandante en Jefe de las Fuerzas Aéreas del Frente del Lejano Oriente.

### Segunda Guerra Mundial

#### Operación Barbarroja
Antes del inicio de la invasión alemana de la Unión Soviética, Zhígarev se desempeñaba como primer subdirector de la Dirección General de la Fuerza Aérea en el Comisariado del Pueblo de Defensa. Luego fue ascendido a Jefe en 1941, además de ocupar simultáneamente los cargos de Comandante en Jefe de la Fuerza Aérea y Comisario Popular Adjunto de Defensa. Como Comandante de la Fuerza Aérea, también fue miembro del Consejo Militar Supremo del Ejército Rojo.
Su ascenso al puesto de Comandante de la Fuerza Aérea se debió en gran medida a la eliminación de oficiales de alto rango en la Gran Purga. La Fuerza Aérea Soviética, o VVS por sus siglas en ruso, sufrió especialmente durante la Purga, y los tres predecesores de Zhigarev (Aleksandr Loktionov, Yákov Smushkévich y Pável Richagov) fueron ejecutados en 1941 por la NKVD por supuesta incompetencia militar (todos ellos fueron posteriormente rehabilitados).
Zhigarev fue el comandante de la Fuerza Aérea durante toda la Operación Barbarroja. Al estallar la guerra, el VVS poseía 7850 aviones desplegados en la parte occidental de la Unión Soviética, además de los 1500 aviones de la Armada Soviética. Al comienzo de la guerra, los bombarderos alemanes lanzaron una operación masiva para destruir los aviones soviéticos en tierra. Como los soviéticos fueron cogidos por sorpresa, 3000 aviones fueron destruidos sólo en el primer día de combate. A lo largo de las primeras fases de la guerra, los aviones soviéticos demostraron ser profundamente inferiores a los alemanes en términos de capacidad de combate; la flota de bombarderos soviéticos quedó casi completamente aniquilada. Sin embargo, a pesar de las desastrosas pérdidas, el VVS logró recuperarse lentamente durante el resto de la Operación Barbarroja, aunque la Luftwaffe continuó manteniendo la superioridad aérea, si no la supremacía.

#### Viazma y la operación Hannover

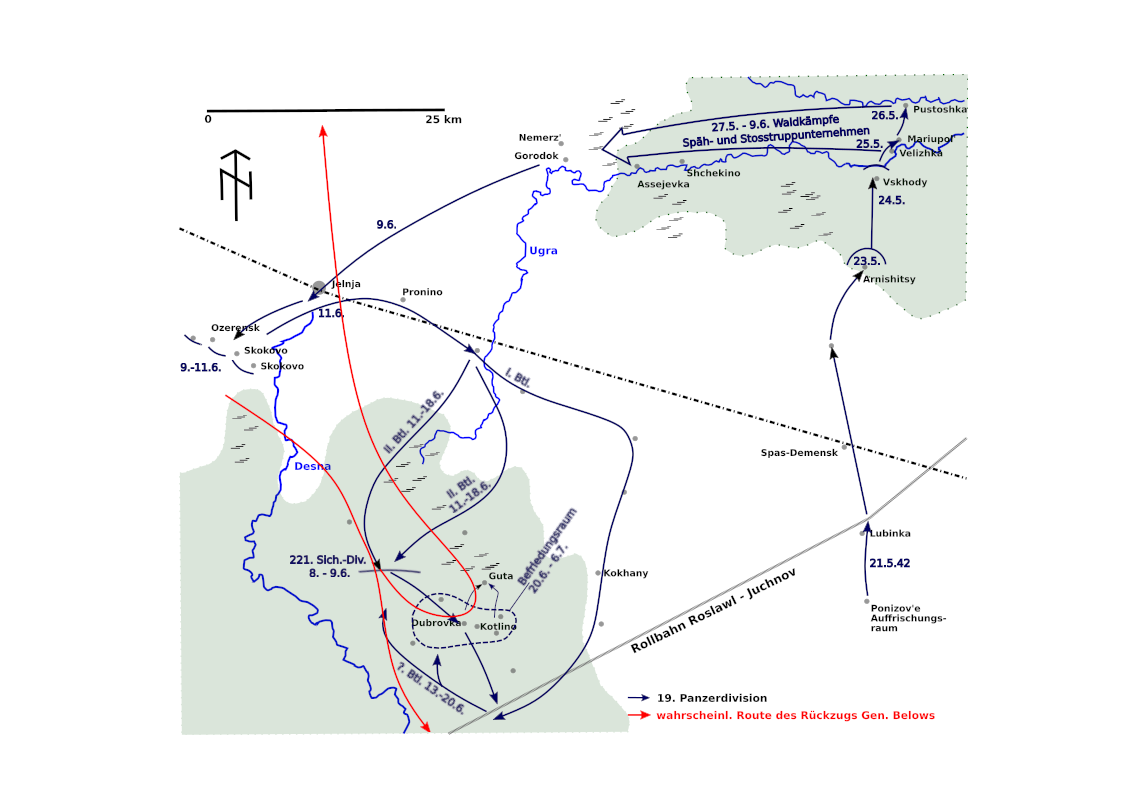
Croquis de la operación Hannover

A medida que la velocidad del avance alemán disminuyó y el VVS comenzó a reafirmarse, los soviéticos lanzaron una operación importante que se convirtió en las batallas de Rjev. En particular, Zhigarev comandó la operación aerotransportada Viazma, una importante operación realizada por el 4.º Cuerpo Aerotransportado que tenía como objetivo cortar las líneas de comunicación y suministro alemanas. Sin embargo, la operación fue un fracaso y las fuerzas alemanas eliminaron los elementos aerotransportados en la Operación Hannover. Como resultado, su periodo como comandante de la Fuerza Aérea duró poco tiempo, ya que fue reemplazado en 1942 por Aleksandr Nóvikov. Posteriormente, en abril de 1942, fue trasladado para servir como Comandante en Jefe de las Fuerzas Aéreas del Frente del Lejano Oriente.

#### Guerra soviético-japonesa
En 1945 se convirtió en el oficial al mando del 10.º Ejército Aéreo, participando en la Guerra soviético-japonesa, y luego fue transferido al 29.º Ejército Aéreo ese mismo año. En la guerra soviético-japonesa, los soviéticos comenzaron con 5368 aviones, frente a sólo 1800 aviones japoneses, de los cuales únicamente 50 eran de primera línea. La guerra fue en muchos sentidos una operación perfecta para el Ejército Rojo, ya que las fuerzas japonesas colapsaron rápidamente y la totalidad de Manchukuo fue liberada en cuestión de días.

### Posguerra
De 1946 a 1949, se desempeñó simultáneamente como primer subcomandante en jefe de la Fuerza Aérea y como comandante en jefe de la aviación de largo alcance. En 1949 asumió nuevamente el puesto de comandante en Jefe de la Fuerza Aérea, cargo que ocupó hasta 1957. Durante este período también fue viceministro de Guerra (1949-1953), viceministro de Defensa (1953-1955), y Mariscal Jefe de Aviación (1955–59). Desde 1959 hasta su muerte en 1963, fue Comandante de la Academia Militar de las Fuerzas de Defensa Aérea.
Además de su carrera militar, Zhigarev ocupó el cargo de Jefe de la Dirección Principal de Aviación Civil, dependiente del Consejo de Ministros de la URSS, de 1957 a 1959, fue diputado en la III, IV y V convocatorias del Sóviet Supremo de la Unión Soviética y candidato a miembro del Comité Central del Partido Comunista de la Unión Soviética de 1952 a 1961.

## Promociones
- Komdiv (19 de septiembre de 1938)
- Komkor (11 de abril de 1940)
- Teniente general de Aviación (4 de junio de 1940)
- Coronel general de Aviación (22 de octubre de 1941)
- Mariscal de Aviación (3 de agosto de 1953)
- Mariscal en Jefe de Aviación (11 de marzo de 1955)[3]

## Condecoraciones
|  | Orden de Lenin, dos veces (22 de octubre de 1941 y 21 de febrero de 1945)                                    |
|  | Orden de la Bandera Roja, tres veces (14 de marzo de 1938, 3 de noviembre de 1944 y 2 de septiembre de 1950) |
|  | Orden de Kutúzov de 1.er grado (8 de septiembre de 1945)                                                     |
|  | Orden de la Estrella Roja (25 de mayo de 1936)                                                               |
|  | Medalla por la Defensa de Moscú (1 de mayo de 1944)                                                          |
|  | Medalla por la Victoria sobre Alemania en la Gran Guerra Patria 1941-1945 (9 de mayo de 1945)                |
|  | Medalla por la Victoria sobre Japón (30 de septiembre de 1945)                                               |
|  | Medalla del 20.º Aniversario del Ejército Rojo de Obreros y Campesinos (22 de febrero de 1938)               |
|  | Medalla del 30.º Aniversario de las Fuerzas Armadas de la URSS (22 de febrero de 1948)                       |
|  | Medalla del 40.º Aniversario de las Fuerzas Armadas de la URSS (18 de diciembre de 1957)                     |
|  | Medalla Conmemorativa del 800.º Aniversario de Moscú (20 de septiembre de 1947)                              |
|  | Medalla de la Amistad Chino-Soviética                                                                        |